# Веселовские (дворянский род)
Весело́вские (Веселины) — древний дворянский род, причисленный к гербу «Огоньчик».
Род записан в VI часть родословных книг: Калужской, Харьковской. Черниговской, в I часть Киевской губерний.

## Происхождение и история рода
Иноземец Василий Веселовский владел поместьем в Нижегородском уезде (1629).
Род происходит от крещёного еврея Якова Веселовского, выходца из польского местечка Веселово, женившегося (1657) на родной тётке вице-канцлера Российской империи барона Петра Шафирова. От этого брака родились два сына: Пётр и Павел Яковлевичи. От Павла Веселовского и его жены Марии Николаевны Аршеневской произошли известные дипломаты времён Петра I: Авраам, Исаак и Фёдор Павловичи Веселовские.
Лаврентий Данилович владел населённым имением (1699).

## Описание герба
Высочайше пожалованного герба Веселовских не имеется.
Герб Веселиных, данный от Короля Польского Ягелла благородным Веселовским за храбрость и военные заслуги изображающий в себе пень дерева, вырванный из земли с кореньем просто стоящий с суком, по правой стороне щита, на котором зверь морской в короне цепью до пня прикованный, под тем всем рыба подобна корыту, на верху же три пера страусовых.
Примечание: прошение от прапорщика Авраама Веселовского в дворянстве его таковых доказательств, каковые дворянскою грамотой предписано принимать за неопровержимые не представлено, свидетельства же благородных указом (04 февраля 1803) велено принимать в подкрепление токмо доказательств о дворянстве: то на основании указа (20 января 1797) о составлении Гербовника, в прошении его о внесении представленного от него герба в Гербовник отказать, о чем ему чрез Слободское Губернское Правление объявить и в Дворянское депутатское собрание послать указ подлинный за подписанием Герольдии.

#### Герб. Часть III. № 36.
Герб надворного советника Алексея Васильевича Веселовского, дата пожалования (11.04.1811): щит разделен на четыре части, из коих в первой части, в голубом поле, изображен золотой крест. Во второй части, в серебряном поле, чёрное орлиное крыло и на нем золотая шестиугольная звезда. В третьей части, в серебряном поле, ключ. В четвертой части, в красном поле, золотое стропило. Щит увенчан дворянскими шлемом и короною с страусовыми перьями. Намёт: голубой, подложенный золотом.
Примечание: Алексей Васильевич в службу вступил (09 апреля 1777), коллежский асессор (18 июля 1797), определением Нижегородского Дворянского Депутатского Собрания (28 октября 1804) Алексей Васильевич Веселовский с родом его признан в потомственном дворянском достоинстве с внесением в III часть Дворянской родословной книги.

## Известные представители
- Веселовский Пётр († 1619) — государственный деятель Великого княжества Литовского
- Веселовский Кшиштоф (? — 1637) — государственный деятель Великого княжества Литовского.
- Веселовский Даниил Васильевич упомянут при встрече Грузинского царя (1658), московский дворянин (1677).
- Веселовский Пётр Аверкиевич — стольник (1692), воевода в Старице (1690—1691).
- Веселовский Павел Яковлевич — стольник, воевода в Шацке (1691), Керенске (1692).
- Веселовский Павел Ларионович — стольник (1692)[1][6].
- Веселовский Александр Николаевич (1838—1906) — русский историк литературы, профессор.
- Веселовский Алексей Николаевич (1843—1918) — литературовед, профессор.
- Веселовский Николай Иванович (1848—1918) — археолог, востоковед. профессор.
- Веселовский Андрей Андреевич (1962—1922) — русский военный деятель, генерал-майор.
- Веселовский Юрий Алексеевич (1872—1919) — поэт, переводчик и критик.
- Веселовский Степан Борисович (1876—1952) — историк, археограф, профессор.